# قره‌بلاغ (شهرستان کمین)
قره‌بلاغ (به لاتین: Kara-Bulak) یک منطقهٔ مسکونی در قرقیزستان است که در شهرستان کمین واقع شده‌است. قره‌بلاغ ۱ کیلومتر مربع مساحت و ۷۷۷ نفر جمعیت دارد.